# Haré+Guu
Haré+Guu (яп. ジャングルはいつもハレのちグゥ Jungle wa itsumo hare nochi guu:, неоф. русск. «В джунглях всё было хорошо, пока не пришла Гуу») — аниме-сериал студии Bandai Visual, снятый по мотивам манги и состоящий из 26 эпизодов. Также было снято две OVA: Haré+Guu DELUXE и Haré+Guu FINAL.

## Сюжет
Халэ, обычный мальчик, живущий в джунглях, в своей жизни сталкивается со странной девочкой Гуу. Во время прогулки та, словно превращаясь в монстра, проглатывает его. Халэ знакомится в желудке с Сэйити и Томоё, которые, казалось, смирились со своей нынешней жизнью. Вскоре он пробуждается и решает, что это был лишь сон. Однако вскоре он вместе с Гуу отправляется в школу и та проглатывает его одноклассников.

## Персонажи
- Гуу (яп. グゥ гу:) — на вид — маленькая девочка, ровесница Хале. Имеет розовые волосы и носит розовое платье. Гуу способна делать странные вещи, игнорирующие законы физики, логики и реальности. В её желудке находится целый мир, со зданиями, стоногими кошками и молодой парой. Гуу способна менять лицо, увеличиваться в размерах, читать мысли, глотать вещи и людей, превращать взрослых в младенцев и тому подобное.

Сэйю — Наоко Ватанабэ
- Халэ (яп. ハレ харэ) — фактически, центральный персонаж. На начало сериала ему 10 лет. Из всех персонажей он наиболее рассудительный, трезвомыслящий, любит задумываться над поступками других людей и анализировать их — но при этом может доводить себя до истерики. Хозяйственный, делает всю работу по дому.

Сэйю — Рикако Аикава
- Доктор Клайв (яп. クライヴ) — отец Хале. Доктор в местной школе; бабник, постоянно пристаёт к Веде, чем неимоверно раздражает Халэ. Также его преследовала Дама.

Сэйю — Мицуаки Мадоно
- Веда (яп. ウェダ) — мать Халэ. Достаточно легкомысленная женщина, неравнодушна к алкоголю. В юности, будучи богатой наследницей, жила в городском поместье, в возрасте 15 лет сбежала из дома и поселилась в джунглях.

Сэйю — Каору Морота
- Мари (яп. マリィ) — одноклассница Халэ. У неё с братом нет родителей, поэтому она очень хозяйственна и умеет шить красивые вещи.

Сэйю — Юки Мацуока
- Рэйдзи-сэнсэй (яп. レジィ рэйдзи, или Лейзи, от англ. lazy — «ленивый») — школьный учитель, старший брат Мари. Ночами смотрит аниме, поэтому всегда находится в полусонном состоянии, засыпает при любом удобном случае.

Сэйю — Кадзухико Иноуэ
- Тёрo (яп. ボーア Тё:ро:) — глава «племени», имеет большое количество шерсти на груди. Эти волосы — его фетиш и гордость.

Сэйю — Тэссё Гэнда
- Топостэ (яп. トポステ) — одноклассник Халэ, внук Тёро. Любит говорить о еде, особенно из покутэ.

Сэйю — Кономи Маэда
- Ребекка (яп. レベッカ) — девушка, воспитанная покутэ. Она уже выросла, но покутэ продолжают наблюдать за ней и помогают в уборке. Соседка Халэ.
- Вигл (яп. ウイグル) — один из учеников школы. Влюблён в Веду и продолжает мечтать о ней даже после её свадьбы с Клайвом. Хронический суицидник-симулянт.

Сэйю — Тэцуя Иванага
- Гупта (яп. グプタ) — один из учеников школы. Ужасно боится даму, поэтому не хочет стричься.

Сэйю — Соитиро Хоси
- Вадзи (яп. ワジ) — надоедливый ученик, постоянно смеющийся по поводу и без. По неизвестным причинам иногда плачет в лесу по ночам.

Сэйю — Дайсукэ Кисио
- Лавенна (яп. ラヴェンナ) — самая старшая ученица. Любит книги о любви.

Сэйю — Юри Сиратори
- Покутэ (яп. ポクテ) — странные существа, в довольно большом количестве живущие в джунглях. Якобы «посланцы с небес», покуте используются жителями как основной источник пищи.
- Томоё и Сэйити — молодая парочка, живущая в желудке Гуу.

Сэйю — Кэйдзи Фудзивара, Акира Исида
- Хироко Ямада — в восьмой серии попадает в желудок Гуу. Её бросил начальник, из-за чего Хироко пыталась покончить жизнь самоубийством, чтобы пройти через ад и преследовать его в качестве привидения.
- Асио (яп. アシオ) — прислуга семьи Веды. Имеет очень страшные глаза (просто слишком длинные ресницы). Влюблён в Веду, но она относится к нему лишь как к брату.

Сэйю — Рётаро Окиаю
- Бель (яп. ベル) — прислуга семьи Веды. Испытывает очень нежные чувства к Веде, излишне эмоциональна и фанатична.
- Роберт — телохранитель Веды. Очень любит пострелять и Бэль, ревнует её к Веде.

Сэйю — Сётаро Морикубо
- Дама — парикмахер, проживающая недалеко от деревни. Потеряла мужа. У него были белые (седые) волосы, и теперь Дама принимает за «старика» любого мужчину с белыми волосами. Впоследствии Гуу станет её сэнсэем и научит жизни. И Дама встретит новую любовь.
- Чет и Адди- влюблённая парочка, познакомились в лесу и с тех пор вместе, так влюблены друг в друга, что частенько смущают и раздражают окружающих.
- Амэ (яп. アメ) — второй сын Веды, родится ближе к концу сериала. И отцу (доктору Клайву) придётся жениться, но он и не будет против. Его имя по-японски означает «дождь», то есть он назван по аналогии с Халэ (что можно перевести как «хорошая погода»).